# Малая Багреевка
Малая Багреевка — деревня в Лопатинском районе Пензенской области России. Входит в состав Чардымского сельсовета.

## География
Деревня находится в юго-восточной части Пензенской области, в пределах Приволжской возвышенности, в лесостепной зоне, на правом берегу реки Узы, на расстоянии примерно 7 километров (по прямой) к северо-западу от села Лопатина, административного центра района. Абсолютная высота — 170 метров над уровнем моря.

### Климат
Климат характеризуется как умеренно континентальный, с тёплым летом и умеренно холодной зимой. Средняя температура воздуха самого холодного месяца (января) составляет −13,2 °C; самого тёплого месяца (июля) — 20 °C. Продолжительность периодов с температурой выше 0 °C — 208 дней, выше 5 °C — 170 дней, выше 10 °C — 136 дней. Годовое количество атмосферных осадков — 420—470 мм, из которых большая часть выпадает в тёплый период. Снежный покров держится в течение 131 дня.

### Часовой пояс
Деревня Малая Багреевка, как и вся Пензенская область, находится в часовой зоне МСК (московское время). Смещение применяемого времени относительно UTC составляет +3:00.

## Население
| 1859 | 1884 | 1914 | 1921 | 1926 | 1939 | 1959 |
| ---- | ---- | ---- | ---- | ---- | ---- | ---- |
| 112  | ↗135 | ↗185 | ↗197 | ↗222 | ↘186 | ↘113 |
| 1979 | 1989 | 1996 | 2002 | 2010 |      |      |
| ↘47  | ↘16  | ↘14  | ↘6   | ↘5   |      |      |

### Национальный состав
Согласно результатам переписи 2002 года, в национальной структуре населения русские составляли 100 %.